# Alexander MacEwan
Sir Alexander Malcolm MacEwan, Kt. (en gaèlic: Alasdair MacEòghainn fou el líder en primer lloc del Scottish Party, i després de la fusió amb el National Party of Scotland, del Partit Nacional Escocès (SNP) que en va resultar, entre el 1934 i el 1936.
Els resultats dels partit a les eleccions generals del 1935 van ser més aviat pobres, amb un suport notable només per als candidats a Inverness i a les Illes Occidentals. El 1936 el suport va oscil·lar entre el 31% de les Universitats Escoceses i el 6,8% a Dumbarton. El 1936 Andrew Dewar Gibb li va succeir com a líder de l'SNP. Alexander McEwan també va ocupar càrrecs polítics locals a Inverness, com ara el de Provost d'Inverness entre el 1925 i el 1931. El 1932 Jordi V el va nomenar cavaller.